# Harcourt Williams
Harcourt Williams (30 de marzo de 1880 – 13 de diciembre de 1957) fue un actor y director teatral, además de intérprete cinematográfico y televisivo, de nacionalidad británica. Tras unas primeras experiencias en compañías teatrales itinerantes, se consolidó como actor de carácter y director en el circuito de Teatros del West End. Desde 1929 a 1934 fue director de la compañía teatral del Old Vic, trabajando junto a actores como John Gielgud y Ralph Richardson. Tras haber dirigido unas cincuenta obras, cedió la dirección del Old Vic, aunque siguió actuando en producciones de la compañía durante el resto de su carrera. Además, fue intérprete en treinta producciones cinematográficas y televisivas en sus últimos años.

## Biografía
Su nombre completo era Ernest George Harcourt Williams, y nació en Croydon, Londres, siendo su padre John Williams, un comerciante. Estudió en Beckenham Abbey y en la Whitgift Grammar School, en Croydon y, tras cursar lecciones de arte dramático, se sumó a la compañía itinerante de Francis Robert Benson en 1897. Permaneció con Benson un total de cinco años, debutando en Londres en el Lyceum Theatre en 1900, interpretando a Sir Thomas Grey en Enrique V. Posteriormente trabajó para otras tres compañías, entre ellas la de Ellen Terry, a la que se sumó en 1903.
En 1906 Williams actuó por vez primera en los Estados Unidos, trabajando con Harry Brodribb Irving en una gira de un año por el país. Tras su vuelta al Reino Unido, ingresó en la compañía de George Alexander, pasando después otro período con Irving. En 1908 se casó con la actriz Jean Sterling Mackinlay, con la que tuvo un hijo, John Sterling, que llegó a ser un reconocido pianista.
Uno de los papeles más destacados de Williams en este período fue el del General Robert E. Lee en la obra de  John Drinkwater Abraham Lincoln, representada en 1919; más adelante hizo el papel del Cronista en la misma producción. En 1922, en Mary Stuart, de Drinkwater, fue "exquisitamente repulsivo" en el papel de Enrique Estuardo, Lord Darnley. En un tercer drama histórico del mismo autor, Oliver Cromwell, fue John Hampden, en una representación llevada a cabo en el Her Majesty's Theatre en 1923, encarnando a Cromwell Henry Ainley. En 1923 dirigió la pieza de G. K. Chesterton Magic, en el Everyman Cinema, y en 1926 actuó en la producción de Hamlet que John Barrymore llevó a escena en el Teatro Haymarket.
En 1929, a los 49 años de edad, Lilian Baylis nombró a Williams nuevo director de la compañía del teatro Old Vic. Allí fue responsable de contratar a John Gielgud y después a Ralph Richardson como primeros actores de la compañía. En los cuatro años siguientes dirigió cerca de cincuenta obras para la agrupación, actuando también en muchas de ellas. Expandió el tradicional repertorio del Old Vic incluyendo trabajos modernos de autores como George Bernard Shaw, entre otros.
Tras dejar la dirección del Old Vic, que pasó a Tyrone Guthrie finalizada la temporada 1933–34, Williams aceptó con frecuencia invitaciones para actuar en la compañía, tanto de Guthrie como de sus sucesores. Además, actuó en treinta producciones cinematográficas y televisivas entre 1944 y 1956. Williams celebró sus bodas de oro como actor mientras actuaba en una producción de Shaw, You Never Can Tell.
Harcourt Williams falleció en Londres, Inglaterra, en 1957, a causa de una larga enfermedad. Tenía 77 años de edad.

## Teatro (selección)

### Como actor

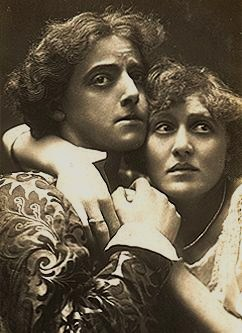
Con Margaret Halstan en Romeo y Julieta (1905, Mánchester)

- 1900 : Hamlet, de William Shakespeare
- 1902-1903 : Noche de reyes, de William Shakespeare
- 1904-1905 : Mucho ruido y pocas nueces, de William Shakespeare
- 1904-1905 : The Good Hope, de Herman Heijermans, adaptación de Christopher St. John
- 1904-1905 : El mercader de Venecia, de William Shakespeare
- 1905 : Medida por medida, de William Shakespeare, con Walter Hampden
- 1905 : Romeo y Julieta, de William Shakespeare
- 1906 : Mauricette, de André Picard, adaptación de H. B. Irving; Markheim, de W. L. Courtney; The Lyons Mail, de Charles Reade; King René's Daughter, de Edmund Phipps; Paolo and Francesca, de Stephen Phillips; Charles I, de W. G. Wills, con Lionel Belmore)
- 1908-1909 : Rights of the Soul, de Giuseppe Giacosa
- 1910-1911 : El jardín de los cerezos, de Antón Chéjov
- 1911-1912 : Pains and Penalties : The Defence of Queen Caroline, de Laurence Housman
- 1914-1915 : The Right to Kill, de Gilbert Cannan
- 1915-1916 : The Three Musketeers; Ricardo III, de William Shakespeare
- 1922-1923 : Mary Stuart, de John Drinkwater; The Rumour, de C. K. Munro, con Edith Evans, Claude Rains y Milton Rosmer; Oliver Cromwell, de John Drinkwater, con Milton Rosmer
- 1926-1927 : David, de D. H. Lawrence
- 1931-1932 : Abraham Lincoln, de John Drinkwater, con Ralph Richardson y Alastair Sim
- 1932-1933 : El mercader de Venecia, de William Shakespeare, con Judith Furse, Roger Livesey y Anthony Quayle
- 1933-1934 : The Voysey Inheritance, de Harley Granville Barker, con Felix Aylmer, Maurice Evans y May Whitty
- 1934-1935 : Cornelius, de J. B. Priestley, con Ralph Richardson
- 1936 : Waste, de Harley Granville Barker, con Felix Aylmer y Catherine Lacey
- 1936-1937 : Ricardo II (con John Gielgud, Alec Guinness, Anthony Quayle y  Michael Redgrave) y Enrique V (con Leo Genn, Michael Gough, Alec Guinness, Laurence Olivier y Jessica Tandy), de William Shakespeare
- 1937-1938 : The School for Scandal, de Richard Brinsley Sheridan, con John Gielgud, Alec Guinness y Michael Redgrave
- 1938-1939 : The Devil to Pay, de Dorothy I. Sayers
- 1939-1940 : El rey Lear, de William Shakespeare, con Fay Compton, John Gielgud, Jack Hawkins, Cathleen Nesbitt y Jessica Tandy
- 1942-1943 : Abraham Lincoln, de John Drinkwater, dirección de Tyrone Guthrie; Brighton Rock, adaptación de Frank Harvey de la novela de Graham Greene, con Richard Attenborough
- 1943-1944 : Arc de Triomphe, de Ivor Novello y Christopher Hassall
- 1944-1945 : Peer Gynt, de Henrik Ibsen, dirección de Tyrone Guthrie; Tío Vania, de Antón Chéjov; Ricardo III, de William Shakespeare (todo con Laurence Olivier, Ralph Richardson y Sybil Thorndike)
- 1945-1946 : Henry IV, Parte II, de William Shakespeare, con Margaret Leighton, Laurence Olivier, Ralph Richardson y Sybil Thorndike
- 1946 : Edipo rey, de Sófocles, y The Critic, de Richard Brinsley Sheridan, con Harry Andrews, Margaret Leighton, Laurence Olivier y Sybil Thorndike; Mucho ruido y pocas nueces, de William Shakespeare, con Robert Donat
- 1949 : You Never Can Tell, de George Bernard Shaw, con Brenda Bruce y Ernest Thesiger
- 1949 : The Lady's Not for Burning, de Christopher Fry, dirección de John Gielgud, con Pamela Brown, Richard Burton y John Gielgud
- 1951 : Las tres hermanas, de Antón Chéjov, con Celia Johnson, Margaret Leighton y Ralph Richardson
- 1953 : The White Carnation, de Robert Cedric Sherriff, con Ralph Richardson

### Como director
- 1929-1930 : Romeo y Julieta, Como gustéis, Macbeth, Ricardo II, El mercader de Venecia y El sueño de una noche de verano, de William Shakespeare; El enfermo imaginario, de Molière; Androcles and the Lion, de George Bernard Shaw (todo con John Gielgud, Martita Hunt y Donald Wolfit)
- 1930-1931 : Henry IV, Parte I, La tempestad, Noche de reyes, Mucho ruido y pocas nueces y El rey Lear (con Eric Portman), de William Shakespeare; Arms and the Man, de George Bernard Shaw (todo con John Gielgud y Ralph Richardson)
- 1931-1932 : Knight of the Burning Pestle, de Francis Beaumont (con Sybil Thorndike); El sueño de una noche de verano, La fierecilla domada y King John, de William Shakespeare (todo con Judith Furse, Ralph Richardson y George Zucco)
- 1931-1932 : Hamlet, de William Shakespeare, con Martita Hunt, Ralph Richardson y Alastair Sim
- 1931-1932 : Otelo y Noche de reyes, de William Shakespeare, con Edith Evans, Ralph Richardson y Alastair Sim
- 1932-1933 : César y Cleopatra y The Admirable Bashville, de George Bernard Shaw; The School for Scandal, de Richard Brinsley Sheridan; She Stoops to Conquer, de Oliver Goldsmith; Como gustéis, The Winter's Tale, Romeo y Julieta y Cimbelino, de William Shakespeare (todo con Roger Livesey, Anthony Quayle y Alastair Sim)

### Como actor y director
- 1929-1930 : The Dark Lady of the Sonnets, de George Bernard Shaw, con Martita Hunt; Hamlet y Julio César, de William Shakespeare, con John Gielgud, Martita Hunt y Donald Wolfit
- 1930-1931 : Antonio y Cleopatra y Ricardo II, de William Shakespeare, con John Gielgud y Ralph Richardson
- 1931-1932 : Enrique V (con Judith Furse, Ralph Richardson y George Zucco) y Julio César (con Judith Furse, Ralph Richardson y Alastair Sim), de William Shakespeare
- 1932-1933 : Mary Stuart, de John Drinkwater, con Alastair Sim; La tempestad, de William Shakespeare, con Roger Livesey, Anthony Quayle y Alastair Sim

### Como dramaturgo
- 1911 : The Philosopher and the Apple Orchard, producción de Charles Frohman, con Billie Burke y Lumsden Hare
- 1952 : Red Letter Day, con Fay Compton y Nora Swinburne

## Filmografía completa

### Cine
- 1944 : Enrique V, de Laurence Olivier
- 1947 : Brighton Rock, de John Boulting
- 1948 : Vice Versa, de Peter Ustinov
- 1948 : Hamlet, de Laurence Olivier
- 1948 : No Room at the Inn, de Daniel Birt
- 1949 : The Lost People, de Muriel Box y Bernard Knowles
- 1949 : Third Time Lucky, de Gordon Parry
- 1949 : Under Capricorn, de Alfred Hitchcock
- 1949 : For Them That Trespass, de Alberto Cavalcanti
- 1949 : Trottie True, de Brian Desmond Hurst
- 1950 : Cage of Gold, de Basil Dearden
- 1950 : Your Witness, de Robert Montgomery
- 1951 : Green Grow the Rushes, de Derek N. Twist
- 1951 : The Magic Box, de John Boulting
- 1951 : The Late Edwina Black, de Maurice Elvey
- 1953 : Roman Holiday, de William Wyler
- 1953 : The Blakes Slept Here, de Jacques Brunius
- 1953 : Time Bomb, de Ted Tetzlaff
- 1955 : The Flying Eye, de William C. Hammond
- 1955 : The Adventures of Quentin Durward, de Richard Thorpe
- 1956 : La vuelta al mundo en ochenta días, de Michael Anderson

### Televisión
- 1938 : On the High Road
- 1938 : The Words Upon the Window Pane
- 1939 : The Rising Sun
- 1946 : Sea Fever
- 1950 : Thérèse Raquin
- 1950 : The Master Builder
- 1950-1955 : BBC Sunday-Night Theatre
  - Temporada 1, episodio 11 The Lady's Not for Burning (1950) y episodio 24 El admirable Crichton (1950)
  - Temporada 6, episodio 21 Romeo and Juliet (1955)
- 1952 : Music at Night
- 1952 : The Bishop's Treasure
- 1955 : Douglas Fairbanks, Jr., Presents
  - Temporada 3, episodio 14 The Hideaway, de Arthur Crabtree